# Färöischer Fußballpokal der Frauen 2012
Der Färöische Fußballpokal der Frauen 2012 fand zwischen dem 22. April und 25. August 2012 statt und wurde zum 23. Mal ausgespielt. Im Endspiel, welches im Tórsvøllur-Stadion in Tórshavn auf Kunstrasen ausgetragen wurde, siegte Titelverteidiger KÍ Klaksvík mit 2:1 gegen B36 Tórshavn und konnte den Pokal somit zum dritten Mal in Folge gewinnen.
KÍ Klaksvík und B36 Tórshavn belegten in der Meisterschaft die Plätze eins und zwei, dadurch erreichte KÍ Klaksvík das Double. Für KÍ Klaksvík war es der zehnte Sieg bei der 16. Finalteilnahme, für B36 Tórshavn die dritte Niederlage bei der neunten Finalteilnahme.

## Teilnehmer
Teilnahmeberechtigt waren folgende zehn A-Mannschaften der ersten Liga:
| 1. Deild |
| AB Argir B36 Tórshavn B68 Toftir/NSÍ Runavík EB/Streymur FC Suðuroy HB Tórshavn ÍF Fuglafjørður KÍ Klaksvík Skála ÍF Víkingur Gøta |

## Modus
Die fünf besten Mannschaften der 1. Deild 2011 sowie Aufsteiger B68 Toftir/NSÍ Runavík waren für das Viertelfinale gesetzt. Die verbliebenen Mannschaften spielten in einer Runde die restlichen beiden Teilnehmer aus. Alle Runden wurden im K.-o.-System ausgetragen.

## Qualifikationsrunde
Die Partien der Qualifikationsrunde fanden am 22. April statt.
|             | Ergebnis  |                 |
| ----------- | --------- | --------------- |
| EB/Streymur | 3:4 (1:2) | ÍF Fuglafjørður |
| FC Suðuroy  | 1:8 (0:4) | HB Tórshavn     |

## Viertelfinale
Die Viertelfinalpartien sollten ursprünglich am 13. Mai ausgetragen werden, wurden jedoch allesamt auf den 10. Mai vorgezogen.
|               | Ergebnis  |                        |
| ------------- | --------- | ---------------------- |
| AB Argir      | 5:0 (4:0) | ÍF Fuglafjørður        |
| KÍ Klaksvík   | 4:0 (0:0) | HB Tórshavn            |
| Skála ÍF      | 1:2 (1:2) | B36 Tórshavn           |
| Víkingur Gøta | 3:1 (1:0) | B68 Toftir/NSÍ Runavík |

## Halbfinale
Die Hinspiele im Halbfinale fanden am 6. Juni statt, die Rückspiele am 27. Juni.
|              | Gesamt |               | Hinspiel  | Rückspiel |
| ------------ | ------ | ------------- | --------- | --------- |
| B36 Tórshavn | 7:0    | Víkingur Gøta | 2:0 (1:0) | 5:0 (2:0) |
| KÍ Klaksvík  | 7:0    | AB Argir      | 4:0 (1:0) | 3:0 (1:0) |

## Finale
| Paarung          | KÍ Klaksvík – B36 Tórshavn |
| Ergebnis         | 2:1 (1:1) |
| Datum            | 25. August 2012 |
| Stadion          | Tórsvøllur, Tórshavn |
| Zuschauer        | 200 |
| Schiedsrichterin | Elsa Andreasen (Eiði) |
| Tore             | 1:0 Sofía Purkhús (13.) 1:1 Unnur Danielsen (36.) 2:1 Sofía Purkhús (77.) |
| KÍ Klaksvík      | Randi Wardum – Katrina Akursmørk, Ragna B. Patawary (61. Bára S. Klakstein) – Ása K. Thomsen, Maria K. Thomsen (90. Eyðvør Klakstein), Elsa Maria Simonsen, Rannvá B. Andreasen, Una Joensen – Sofía Purkhús, Malena Josephsen , Sigrid Jacobsen Cheftrainer: Aleksandar Đorđević ( Serbien) |
| B36 Tórshavn     | Bjarta O. Johansen – Sigrid Petersen, Anja Maria Weyhe , Rakul M. Johannesen, Kristianna H. Balle – Vár Næs, Anna Malena Højgaard (89. Maria S. Mikkelsen), Brynja Høj – Birita Mortansdóttir (70. Helena H. Johannesen), Margit Magnusdóttir, Unnur Danielsen Cheftrainer: Jacob Thomsen    |

## Torschützenliste
Bei gleicher Anzahl von Treffern sind die Spielerinnen nach dem Nachnamen alphabetisch geordnet.
| Platz | Spieler              | Verein          | Tore |
| ----- | -------------------- | --------------- | ---- |
| 1     | Rannvá B. Andreasen  | KÍ Klaksvík     | 04   |
| 1     | Sofía Purkhús        | KÍ Klaksvík     | 04   |
| 3     | Heidi Sevdal         | HB Tórshavn     | 03   |
| 3     | Ásleyg Súnadóttir    | AB Argir        | 03   |
| 5     | Lív F. Arge          | HB Tórshavn     | 02   |
| 5     | Unnur Danielsen      | B36 Tórshavn    | 02   |
| 5     | Rakul M. Johannesen  | B36 Tórshavn    | 02   |
| 5     | Margit Magnusdóttir  | B36 Tórshavn    | 02   |
| 5     | Birita Mortansdóttir | B36 Tórshavn    | 02   |
| 5     | Erla K. Róin         | ÍF Fuglafjørður | 02   |
| 5     | Sára Samuelsen       | HB Tórshavn     | 02   |
| 5     | Ansy Sevdal          | Víkingur Gøta   | 02   |
| 5     | Maria K. Thomsen     | KÍ Klaksvík     | 02   |